# Едгар Спрингс (Мисури)
Едгар Спрингс (енгл. Edgar Springs) град је у америчкој савезној држави Мисури.

## Демографија
По попису из 2010. године број становника је 208, што је 18 (9,5%) становника више него 2000. године.
| Група             | 2000.       | 2010.       |
| Белци             | 180 (94,7%) | 197 (94,7%) |
| Афроамериканци    | 0 (0,0%)    | 0 (0,0%)    |
| Азијати           | 1 (0,5%)    | 0 (0,0%)    |
| Хиспаноамериканци | 5 (2,6%)    | 2 (1,0%)    |
| Укупно            | 190         | 208         |